# Le Diable probablement (revue)
 (mars 2017).
Si vous disposez d'ouvrages ou d'articles de référence ou si vous connaissez des sites web de qualité traitant du thème abordé ici, merci de compléter l'article en donnant les références utiles à sa vérifiabilité et en les liant à la section « Notes et références ».
Le Diable probablement est une revue d'opinion, fondée en 2006 par Anaëlle Lebovits-Quenehen, directrice de publication.

## Ligne éditoriale
Le Diable probablement est une revue d'opinion, dont le premier numéro est paru en octobre 2006. D'aucuns parlent d'une « revue de civilisation. »
Elle a pour particularité d’être générationnelle, ses rédacteurs étant pour la plupart nés dans les années 1980.[réf. nécessaire] Pour politique qu’elle soit, cette revue n’entend pas défendre une idéologie[réf. nécessaire] ou un parti, mais réfléchir à ce qui fait aujourd’hui la res publica. Elle s'oriente pour ce faire de tous les champs du savoir[réf. nécessaire], et en particulier de la psychanalyse lacanienne. Pierre Assouline dans son blog dit de cette revue qu'elle « réussit l'exploit d'être lacanienne sans être psychanalytique. » Loin de céder aux sirènes du pessimisme ou de l’optimisme naïf, Le Diable probablement entend répondre au réel du monde contemporain en prenant position et en prônant la responsabilité de chacun dans le sort que connaît sa cité.
Chacun de ses numéros se penche sur un thème déterminant, tel « Le traitement politique des corps », « La mémoire », « L’amour du risque », « les nouvelles technologies », « les passions contemporaines », à l'aune desquels la revue examine le malaise dans la civilisation. Le numéro, paru en septembre 2011 rend compte de l'actualité de l'enseignement du psychanalyste Jacques Lacan, à l'occasion des trente ans de sa disparition.
Les textes de la revue sont rédigés par de jeunes intellectuels, mais sont également invités à y collaborer des intellectuels de la génération qui les précède, tels Jacques-Alain Miller, Bernard-Henri Lévy, Philippe Sollers, André Glucksmann, Judith Miller, Jean-Michel Carré, Roland Castro, Éliette Abécassis, Jean-Paul Dollé, Pierre Nora, Éric Rohmer, Yves-Charles Zarka, Pierre Michon, Claude Lanzmann, Jean-Claude Milner, Catherine Clément, François Regnault, Benoît Jacquot, Aram Kebabdjian. Des artistes collaborent régulièrement à la revue : Jean-Pierre Raynaud, Pablo Reinoso, Bertrand Lavier, Jean-Michel Othoniel, etc…

## Informations pratiques
Le Diable probablement met à disposition ses anciens numéros en ligne, hormis les trois derniers.
La revue est diffusée par les Éditions Verdier.